# Acragas castaneiceps
Acragas castaneiceps är en spindelartart som beskrevs av Eugène Simon 1900. 
Acragas castaneiceps ingår i släktet Acragas och familjen hoppspindlar. Inga underarter finns listade i Catalogue of Life.